# البريء والجلاد (فلم)
البريء والجلاد هو فيلم مصري من إنتاج عام 1991 من بطولة عزت العلايلي وحسن مصطفى وعايدة رياض ومن إخراج محمد مرزوق. وهو من أفلام عيد الفطر 1411 هـ.

## قصة الفيلم
يقرر رجل الأعمال الكبير حمدي الانتقام من عبد الحميد ومصطفى وبدر لشهادتهم ضد أخيه، الذي يتهم بالقتل والسرقة ويعدم.

## طاقم العمل
- عزت العلايلي
- حسن مصطفى
- عايدة رياض
- سلوى عثمان
- حسن مصطفى
- عماد محرم
- دينا

## وصلات خارجية
- مقالات تستعمل روابط فنية بلا صلة مع ويكي بيانات